# Восстание в лагере Ла-Куртин

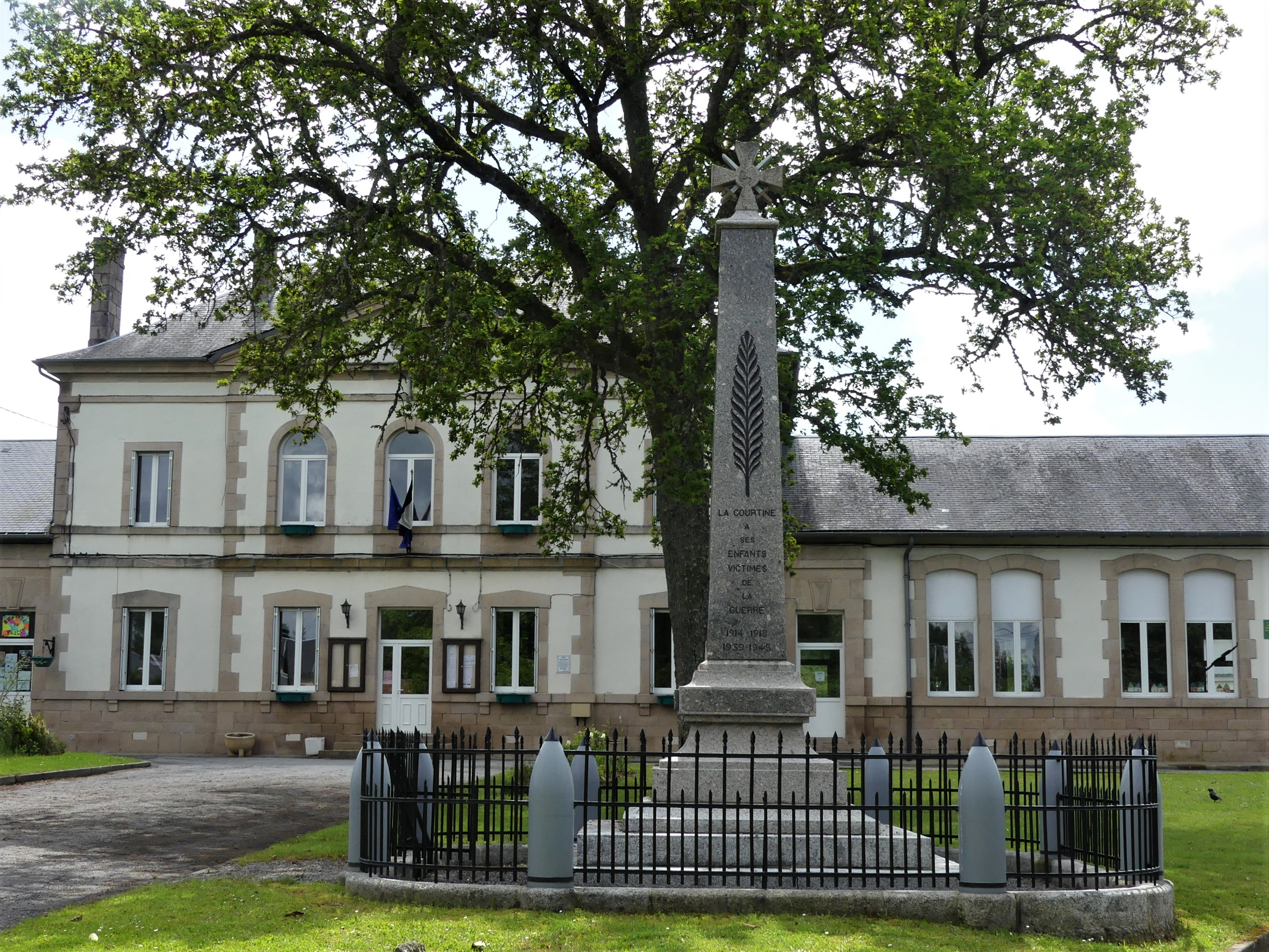
Памятник погибшим в Ла-Куртине

Восста́ние в ла́гере Ла-Курти́н (фр. Mutinerie des soldats russes à La Courtine) — события сентября 1917 года, произошедшие в лагере русского экспедиционного корпуса во Франции, находящегося в коммуне Ла-Куртин департамента Крёз региона Лимузен. Из-за ухудшения своего положения и под влиянием известий о революции в России солдаты 1-й русской бригады избрали Совет, отказались подчиняться требованиям российских и французских властей о продолжении ведения военных действий и потребовали возвращения домой.
Туда в качестве представителя Временного правительства был направлен генерал Михаил Занкевич, у которого офицером по особым поручениям был Николай Гумилёв, в то время прапорщик.
Мятеж был подавлен силами французской жандармерии при участии русских частей с применением артиллерии, по некоторым данным, в ходе 4-дневных боёв около 600 солдат с обеих сторон было убито и ранено. Зачинщики мятежа пытались скрыться, но были схвачены и позднее расстреляны.

## Отражение в литературе
- О восстании в лагере Ла-Куртин написан рассказ французского классика Анри Барбюса «Те, кого нельзя смирить».
- Восстание отражено в автобиографической повести будущего Маршала Советского Союза Р. Я. Малиновского: Малиновский Р. Я. Солдаты России. — М.: Воениздат, 1969.

### На французском
- Rémi Adam. Histoire des soldats russes en France 1915—1920 — Les damnés de la Guerre. Editions l’Harmattan, 1993.
- Rémi Adam. 1917, la révolte des soldats russes en France. Editions lbc, 2007.
- Roger Monclin. Les damnés de la guerre — Les crimes de la justice militaire (1914—1918). Paris, Mignolet & Storz, 1934.
- Nicolas Offenstadt. Les Fusillés de la Grande Guerre et la mémoire collective (1914—1999). Collection Poche des éditions Odile Jacob, 2000.
- Guy Pedroncini. Les Mutineries de 1917. 1967.
- Nicolas Offenstadt (dirigé). Le Chemin des Dames, de l'événement à la mémoire. Paris, Stock, 2004.
- Louis Barthas. Les carnets de guerre. Maspero, 1978; Éditions La Découverte, 1997 и 2003.